# Тарнавский, Александр Георгиевич (военачальник)
Александр Георгиевич Тарнавский (укр. Олександр Георгійович Тарнавський; род. 12 мая 1970, Днепропетровск, Украинская ССР) — украинский военнослужащий, бригадный генерал Вооружённых сил Украины, командир оперативно-тактической группировки (ОТУ) «Донецк», до декабря 2024 — командующий оперативно-стратегической группировки войск (ОСУВ) «Таврия».

## Биография
В 2011—2015 годах командовал 17-й отдельной танковой бригадой.
В декабре 2014 вошел в состав общественного совета Кривого Рога по поддержке Александра Вилкула. В 2015 году баллотировался в Криворожский городской совет по спискам пророссийской политической партии «Наш Край».
10 декабря 2021 Александру Тарнавскому присвоено воинское звание бригадного генерала.
В 2022 году проходил военную службу в должности начальника штаба — заместителя командующего войсками ОК «Восток».
Впоследствии был назначен на должность командира оперативной группировки войск «Слобода».
Осенью 2022 года командовал контрнаступлением украинских войск на юге Украины как командующий оперативно-стратегической группировки войск «Херсон».
По состоянию на 15 июня 2023 года — командующий Оперативно-стратегической группировки войск «Таврия». Командовал украинским контрнаступлением 2023 года в районе Орехова.
В декабре 2024 года назначен командующим ОТГ «Донецк».